# 阴茎移植
阴茎移植，指将阴茎移植于患者身体上的外科手术。阴茎供体可能是捐赠，或者人工生长。
斯泰伦博斯大学教授安德烈·范·德·莫维与拉菲克-穆萨（Rafique Moosa）宣布，他们完成世界首例“成功”阴茎移植手术。

## 历史
全球首例成功的阴茎移植于2006年9月在中国广州完成。患者是一名44岁的男性，因事故导致其阴茎大部缺失。阴茎供体则来源于1名脑死亡的年轻男性。患者妻子无法接受这一事实，手术完成15天后阴茎被移除。
2014年12月，一名21岁的男子在南非斯坦陵布什大学接受了首例成功移植阴茎的手术。病人在一次拙劣的割礼中失去了阴茎，据报道他已于2015年3月13日痊愈。
2016年5月，波士顿一家医院成功为一名64岁患者施行了美国第一例阴茎移植手术。之前患者患有阴茎癌，不得不在2012年实施阴茎切除术。。